# 2020 JA
2020 JAとは、2020年に発見された小惑星である。この小惑星はアポロ群に属している。

## 概要
2020 JAは、ハワイ大学のパンスターズ望遠鏡によって2020年5月1日に発見された。「2020 JA」という名称は、5月前半に発見された最初の小惑星であることを示す。2020 JAの直径は、12mである。これは、バスに匹敵するサイズである。公転周期は2044日で、近日点のときは太陽から0.72 AU（金星軌道の少し外側）、遠日点のときは太陽から5.58 AU（木星軌道より外側）である。

## 地球への接近
2020年5月3日、地球から238,000km（148,000マイル）の距離で接近した。238,000kmは地球と月の間の距離の0.62倍である。なお、NASAは2020 JAのような小さな小惑星が地球に接近するが、地球にリスクをもたらす可能性はないとしている。2020 JAの次の接近は、2073年2月と推測されている。